# Provincia de Kompung Cham
La Provincia de Kompung Cham es una provincia en el este de Camboya. Tiene una superficie de 9.799 km² y una población de 1.608.914 habitantes (1998). La capital provincial es la Ciudad de Kompung Cham. Sus límites son: N Provincia de Kompung Thom, E Provincia de Kratié y Provincia de Tboung Khmom, S Provincia de Prey Veng y Provincia de Kandal y O Provincia de Kompung Chinang. La palabra Kompung en Jemer traduce "Puerto".

## Historia
El nombre de la Provincia ya guarda en sí un dato histórico fundamental para el país: Cham hace referencia a la etnia camboyana no-jemer de los cham que descienden del instinto Reino de Champa, desaparecido por la presión de Vietnam hacia principios del siglo XIII. Sin embargo, las enemistades entre chams y jemeres están ampliamente ilustradas en las inscripciones de Angkor y su Reino fue anexado al Imperio jemer entre los años 1203 y 1220 por el rey Jayavarman VII. Los cham eran a su vez descendientes de inmigrantes musulmanes de Malasia y siempre conservaron su religión. Destruido definitivamente su reino por Vietnam, sus habitantes tomaron refugio en Camboya, en el territorio de esta Provincia y favorecidos por la monarquía, dieron el nombre a esta Provincia, aunque no está exclusivamente poblada por ellos.

## Geografía
La Provincia está completamente integrada en la llanura camboyana y cruzada por el río Mekong. La Carretera 7 la comunica con la Provincia de Kratié al este y la Carretera 6 con la Provincia de Kompung Thom y la Provincia de Siem Riep al oeste. También es posible navegar el río.

## División política
La provincia de Kompung Cham es dividida en 16 distritos:
- 0301 Batheay
- 0302 Chamkar Leu
- 0303 Cheung Prey
- 0304 Dambae
- 0305 Ciudad de Kompung Cham
- 0306 Kompung Siem
- 0307 Kang Meas
- 0308 Kaoh Soutin
- 0309 Krouch Chhmar
- 0310 Memot
- 0311 Ou Reang Ov
- 0312 Ponhea Kraek
- 0313 Prey Chhor
- 0314 Srei Santhor
- 0315 Stueng Trang
- 0316 Tboung Khmum